# آنکه فون در لیپه
آنکه فون در لیپه (انگلیسی: Anneke von der Lippe؛ زادهٔ ۲۲ ژوئیهٔ ۱۹۶۴) هنرپیشه سینما و تئاتر اهل نروژ است. وی از سال ۱۹۸۸ میلادی تاکنون مشغول فعالیت بوده‌است.
از فیلم‌هایی که وی در آن نقش داشته‌است، می‌توان به ناهار و پان اشاره کرد.